# Filip Jakob Demšar
Filip Jakob Demšar (* 3. April 2000 in Ljubljana) ist ein slowenischer Hürdenläufer, der sich auf die 110-Meter-Distanz spezialisiert hat und aktuell Inhaber des Landesrekordes ist.

## Sportliche Laufbahn
Erste Erfahrungen bei internationalen Meisterschaften sammelte Filip Jakob Demšar bei den 2016 erstmals ausgetragenen Jugendeuropameisterschaften in Tiflis, bei denen er mit 14,80 s in der ersten Runde über 110 m Hürden ausschied. Im Jahr darauf gelangte er bei den U18-Weltmeisterschaften in Nairobi bis ins Halbfinale und schied dort mit 13,85 s aus, wie auch bei den U20-Weltmeisterschaften 2018 in Tampere mit 13,93 s. 2019 gewann er bei den Balkan-Hallenmeisterschaften in Istanbul in 7,88 s die Silbermedaille über 60 m Hürden und anschließend erreichte er bei den Europaspielen in Minsk nach 14,23 s Rang 17, ehe er bei den U20-Europameisterschaften in Borås mit 13,85 s im Halbfinale ausschied. 2021 gewann er bei den Balkan-Meisterschaften in Smederevo mit 13,78 s die Bronzemedaille und anschließend belegte er bei den U23-Europameisterschaften in Tallinn in 13,81 s den siebten Platz und verhalf der slowenischen 4-mal-400-Meter-Staffel zum Finaleinzug. Im Jahr darauf schied er dann bei den Hallenweltmeisterschaften in Belgrad mit 7,79 s in der ersten Runde über 60 m Hürden aus. Im Juni kam er bei den Balkan-Meisterschaften in Craiova nicht ins Ziel und anschließend gelangte er bei den Mittelmeerspielen in Oran mit 13,72 s den sechsten Platz. 2023 wurde er bei der 2. Liga der Team-Europameisterschaft im Rahmen der Europaspiele in Chorzów in 13,99 s Sechster über 110 m Hürden, ehe er bei den Balkan-Meisterschaften in Kraljevo in 13,76 s den vierten Platz belegte und mit der Staffel mit 40,70 s auf Rang sechs gelangte. Im August belegte er bei den World University Games in Chengdu in 13,63 s den fünften Platz. Im Jahr darauf siegte er in 7,70 s über 60 m Hürden bei den Balkan-Hallenmeisterschaften in Istanbul und anschließend schied er bei den Hallenweltmeisterschaften in Glasgow mit 7,80 s in der ersten Runde aus. Ende Mai gewann er bei den Balkan-Meisterschaften in Izmir in 13,66 s die Bronzemedaille über 110 m Hürden hinter dem Österreich Enzo Diessl und Alin Anton aus Rumänien. Kurz darauf schied er bei den Europameisterschaften in Rom mit 13,59 s im Halbfinale aus.
2025 schied er bei den Halleneuropameisterschaften in Apeldoorn mit 7,74 s in der ersten Runde über 60 m Hürden aus, ehe er auch bei den Hallenweltmeisterschaften in Nanjing mit 7,89 s in der Vorrunde ausschied. Ende Juni wurde er bei der 2. Liga der Team-Europameisterschaft in Maribor in 13,47 s Zweiter hinter dem Österreicher Enzo Diessl, ehe er bei den World University Games in Bochum mit 13,83 s in der ersten Runde ausschied. Daraufhin gewann er bei den Balkan-Meisterschaften in Volos in 13,73 s die Silbermedaille hinter dem Ukrainer Dmytro Bahinskyj. 
In den Jahren von 2019 bis 2024 wurde Demšar slowenischer Meister im 110-Meter-Hürdenlauf und 2017 und 2018 sowie 2024 und 2025 wurde er Hallenmeister über 60 m Hürden. Zudem wurde er 2023 und 2024 Landesmeister in der 4-mal-100-Meter-Staffel.

## Persönliche Bestleistungen
- 110 m Hürden: 13,47 s (+0,4 m/s), 29. Juni 2025 in Maribor (slowenischer Rekord)
- 60 m Hürden (Halle): 7,70 s, 10. Februar 2023 in Clemson